# Три метра над уровнем неба
«Три метра над уровнем неба» (исп. Tres metros sobre el cielo) — испанская мелодрама режиссёра Фернандо Гонсалеса Молины, экранизация романа «Три метра над небом» Федерико Моччиа. В главных ролях снялись Мария Вальверде и Марио Касас. В испанском прокате кассовые сборы фильма составили более 2,5 миллионов долларов.

## Сюжет
Уго Оливера (в российском прокате — Хьюго), или, как он сам себя называет, Аче, грозит тюремное заключение, так как он осуждён условно за нападение и жестокое избиение человека. Всё в его жизни идёт наперекосяк, но тут случайно в пробке он видит девушку Баби и окликает её, называя в шутку «страшненькая» («солдат» в русской официальной локализации). Девушка такое «внимание» к себе не оценила — тем инцидент и был исчерпан.
Аче возвращается к своей бесшабашной жизни, наполненной мотоциклами, гонками, девушками, алкоголем и бесконечным юношеским бунтарством. На вечеринке, на которую Аче заявляется с друзьями без приглашения, он видит Баби. Начинаются словесные перепалки, которые в итоге приводят к заварухе и полнейшему разгрому дома хозяев. Друг Баби везёт её домой, но на него нападает банда байкеров — друзей Аче. В итоге трусливый друг бросает Баби на дороге, и ей приходится добираться до дома вместе с Аче, который ей крайне неприятен. Подруга Баби, Катина, начинает встречаться с лучшим другом Аче — Поло. Так Баби всё чаще оказывается в самых непривычных ситуациях и именно вместе с Аче — уличные гонки, побег от полиции. Постепенно покорение Баби становится всё более увлекательной игрой для Аче, пытаясь влюбить её в себя, он и сам начинает испытывать к ней чувства.
Позже оказывается, что всё бунтарство и протест Аче — итог измены и ухода матери из семьи, за избиение её любовника он и был арестован полицией. Мать Баби всячески пытается оградить дочь от недостойного юноши, но чувства молодых людей растут с каждым днём. Баби решает, что именно Аче должен стать её первым мужчиной, они проводят романтическую ночь вместе. Именно после этого Аче произносит ту заветную фразу: «Я люблю тебя на три метра выше неба». Всё рушится, когда друзья Аче врываются в дом Баби, его бывшая девушка крадёт семейное украшение, а Баби узнаёт, что Аче угрожал её учительнице. Она решает, что им стоит сделать паузу в отношениях.
Наступает День рождения Баби. Аче приходит на него и влюблённые мирятся. Однако Аче пропускает гонку Поло на мотоциклах, на которую обещал прийти. Поло погибает во время гонки.
Когда Аче и Баби приезжают на место ДТП, они видят Катину в крови и тело Поло. Баби говорит Аче, что она устала от «жизни, которая полна смертей и крови», и что это он виноват в смерти Поло, ему наплевать на неё и на его семью. Аче даёт ей пощёчину. Баби говорит, что между ними все кончено и уходит.
Аче остаётся один.
Он скорбит по другу и хочет восстановить отношения с любимой, но понимает, что ничего уже не вернуть. Тем временем Баби пытается жить дальше без него. Аче сообщает своему брату Алексу, что собирается уехать за границу работать. На том самом пляже, где они были счастливы с Баби, Аче вспоминает, как, будучи детьми, они встретились на этом же самом месте. В конце мы слышим голос Аче за кадром: «Ты не можешь вернуть прошлое, к сожалению, некоторые вещи случаются всего один раз в жизни. И как бы ты ни старался, тебе никогда не пережить те же чувства снова, тебе больше никогда не подняться на три метра над уровнем неба…».

## В ролях
| Актёр             | Роль                                        |
| ----------------- | ------------------------------------------- |
| Марио Касас       | Уго «Аче» Оливера                           |
| Мария Вальверде   | Барбара «Баби» Алькасар                     |
| Альваро Сервантес | Поло друг Аче, парень Катины                |
| Марина Салас      | Катина Эрреруэла подруга Баби, девушка Поло |
| Луис Эстебанес    | Чино                                        |
| Андреа Дуро       | Мара                                        |
| Нереа Камачо      | Даниела «Дани» Алькасар младшая сестра Баби |
| Диего Мартин      | Алекс                                       |
| Кристина Пласас   | Рафаэла мать Баби и Дани                    |
| Хорди Боч         | Клаудио отец Баби и Дани                    |
| Хуан Кросас       | отец Аче                                    |
| Кристина Дилья    | Ребекка мать Аче                            |

| Актёр             | Роль                |
| ----------------- | ------------------- |
| Пабло Риверо      | Густаво             |
| Марта Мартин      | Сильвия             |
| Виктор Севилья    | Вентура             |
| Даниэль Касаделья | Палоте              |
| Данни Эррера      | Травольта           |
| Марсель Боррас    | Чико                |
| Карлос Олалья     | Филип Сантамария    |
| Бланка Мартинес   | Марина              |
| Анна Виньяс       | Алисия              |
| Энар Хименес      | Берта               |
| Насарет Арасиль   | Ной Торрес          |
| Клара Сегура      | Ла Форга            |
| Иван Луэнго       | Аче в детстве       |
| Наоми Альвес      | Баби в детстве      |
| Анна Виньяс       | Берта               |
| Хуан Пабло Шук    | любовник матери Аче |

## Саундтрек
1. Forever Young — Alphaville
2. J’aime Tes Genoux — Адан Ходоровски[исп.]
3. Motorway — Anni B Sweet[исп.]
4. Capturing Images — Anni B Sweet[исп.]
5. Something’s Triggered — Cecilia Krull
6. La Tormenta de Arena — Dorian[исп.]
7. Girl — Johny Price
8. The Cleaner — Johny Price
9. Perfect Combination — L.A.
10. Stop the Clocks — L.A.
11. Perdiendo El Tiempo — Napoleon Solo
12. A Ras Del Cielo — Pol 3.14[кат.]
13. Avida Dollars — The Unfinished Sympathy[исп.]
14. Loverdome — The X
15. The Glow — The X
16. Hummingbird — Thee Brandy Hips
17. We Can’t Stop — Spunkfool

## Награды и премии
- В 2011 году фильм номинировался на премию «Гойя» за лучший адаптированный сценарий[1].
- В 2011 году исполнитель главной роли, актёр Марио Касас, стал лауреатом премии латиноамериканских критиков в области развлечений (Premios ACE) в номинации «Лучший новый актёр»[2][3]. Кроме того, он был номинирован на премию Fotogramas de Plata в номинации «Лучший актёр»[4].